# Lygisaurus tanneri
Lygisaurus tanneri — вид сцинкоподібних ящірок родини сцинкових (Scincidae). Ендемік Австралії. Вид названий на честь австралійського герпетолога Чарльза Таннера (1911–1996).

## Поширення і екологія
Lygisaurus tanneri мешкають в прибережних районах на північному сході Квінсленду. Вони живуть у вологих тропічних лісах в долинах річок і в мусонних лісах, серед опалого листя.